# Suldtal

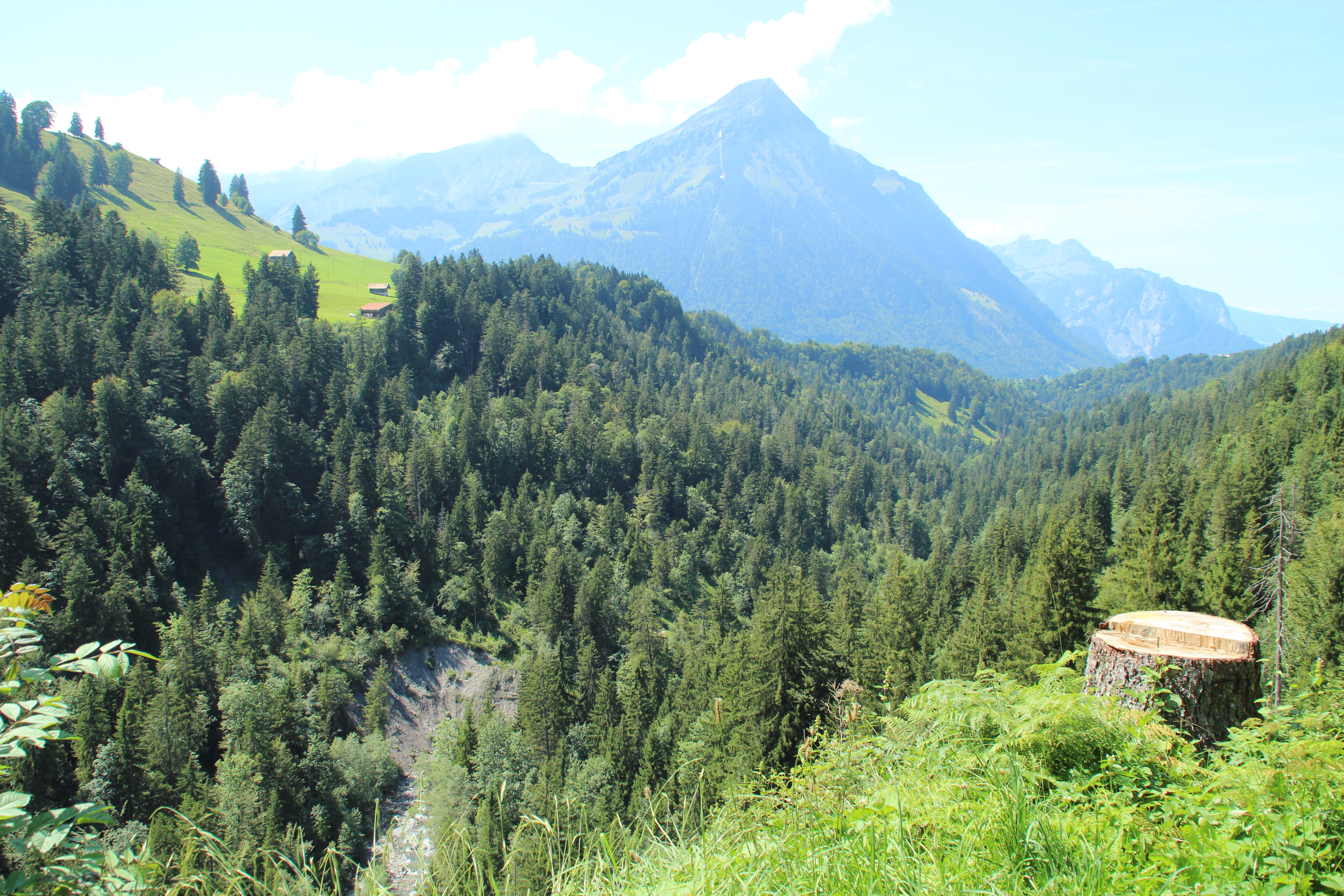
Suldgraben bei Aeschiried, im Hintergrund der Niesen

Das Suldtal im bernerischen Frutigland ist der bewaldete Einschnitt
zwischen der Wätterlatte und dem westlichen Ausläufer des Morgenberghorns am Thunersee. Es erstreckt sich vom Obersuld bis nach Mülenen im Kandertal und wird von Südosten nach Westen vom Suldbach durchflossen. Der untere, gekrümmte Teil des Tals trägt den Namen Suldgraben, dessen nach Südwesten weisende zweite Hälfte bis zum Talausgange als Unteres Suldtal bezeichnet wird.
Der Wald im obern Suldtale wird durch zahlreiche, zum Teil mit Einzelhöfen bestandenen Lichtungen gegliedert. Im Südosten, zwischen den Quellbächen des Suldbachs, liegt der Sattelwald, daran westlich angrenzend der Sagiwald, auf der rechten Talseite der Leimerewald. Dazwischen, wo die einzelnen Bäche zusammenfliessen, liegt die kleine Siedlung Im Suld mit einer Sägerei und einer Herberge.
An den Hängen des mittleren Suldtals liegen auf der linken Seite das Cholebärgli und etwas unterhalb die Suldweid, rechts der Bireberg; im obern Suldgraben links die Butzen und rechts der Stächgrabe.